# JOKER (JOKERのアルバム)
『JOKER』（ジョーカー）は、JOKERの1枚目のミニ・アルバムである。

## 概要
- CD＋DVD(1)・CD＋DVD(2)・CD Only盤の3種類。DVDには『Liar』のMUSIC CLIP&メイキング・インタビュー&オフショット映像がそれぞれ収録されている。
- リード曲である「Liar」は小室哲哉の提供参加楽曲であり、MUSIC CLIPには声優の森久保祥太郎が友情出演している。
- 初回盤には全3種中1種ランダムで生写真が封入されている。

## 収録曲
1. Liar
作詞：松井五郎　作曲：小室哲哉　編曲：日比野裕史
2. Stand up!
作詞：加藤和樹　作曲：加藤和樹/伊達幸志　編曲：大西克己
3. Fire Soul
作詞：leonn　作曲/編曲：日比野裕史
4. Last Letter
作詞/作曲：伊達幸志　編曲：大西克己
5. Summer Breeze
作詞：leonn　作曲/編曲：日比野裕史
6. Pain
作詞/作曲：加藤和樹　編曲：大西克己
※加藤和樹主演舞台『レシピエント』のイメージソング。
7. Fire Soul feat.TAKUYA IDE　※CD ONLY盤にのみ収録
作詞：leonn　作曲/編曲：日比野裕史　※井出卓也がラップとして特別参加。